# Eloria chorax
Eloria chorax är en fjärilsart som beskrevs av Druce 1893. Eloria chorax ingår i släktet Eloria och familjen tofsspinnare. Inga underarter finns listade i Catalogue of Life.